# I sogni nella casa stregata
I sogni nella casa stregata (The Dreams in the Witch House), conosciuto anche con il titolo La casa delle streghe, è un racconto horror dello scrittore statunitense Howard Phillips Lovecraft, appartenente al cosiddetto Ciclo di Cthulhu. Scritto nel gennaio/febbraio 1932, fu pubblicato per la prima volta nel luglio 1933 sulla rivista Weird Tales.

## Trama
Questo racconto parla dei bizzarri sogni di Walter Gilman, un giovane di Haverill, studente alla Miskatonic University, sita nell'immaginaria città di Arkham, nel Massachusetts. Il giovane Walter, preso dai suoi studi matematici e dal folclore spettrale della città, affitta la stanza in cui abitò la vecchia strega, Keziah Mason, sfuggita al rogo tramite delle strane linee tracciate con un liquido rosso, probabilmente sangue, sulla parete della sua cella nel 1692. All'epoca nemmeno Cotton Mather, grande inquisitore nella caccia alle streghe nel New England coloniale, seppe interpretare questi diagrammi; al contrario Walter suppone che essi siano la chiave per viaggiare attraverso lo spazio e le dimensioni, ed è appunto questo il motivo che lo spinge a intraprendere ricerche matematiche affiancate da letture di libri come l'aborrito Necronomicon.
All'inizio del racconto, il protagonista soffre di una lieve febbre cerebrale, e inoltre il suo udito si è acuito in modo spropositato, tanto da fargli sembrare il ticchettio dell'orologio come un colpo di cannone. Ma dietro questa apparente patina di rumori normali, Walter percepisce, appena udibili anche per la sua capacità quasi magica, suoni che lo inquietano più dello zampettare di topi nel muro, per lui più deliberato che casuale.
Da qui parte una storia a metà fra l'incubo e il surreale, con Walter alla mercé della strega Keziah e del suo famiglio, Brown Jenkin, un mostruoso ibrido con il corpo da topo e la faccia e le mani umane, che infine lo costringono a firmare un contratto diabolico con l'Uomo Nero, una delle molteplici forme del dio Nyarlathotep. Tuttavia questi sogni sono piuttosto frammentari e confusi, e oltretutto cozzano con il suo scetticismo apparentemente incrollabile. Nondimeno è innegabile il suo sonnambulismo, confermato dagli inquilini del condominio dove abita e i suoi sogni coincidono orribilmente con le scoperte del giorno dopo (una statuetta aliena, un morso al polso). La fine del protagonista, dopo il suo rifiuto di sacrificare un bimbo nella notte di Valpurga, e dopo aver ucciso la strega nella colluttazione che ne seguì, è terribile: Brown Jenkin gli divorerà il cuore dall'interno, davanti allo sguardo impotente del collega e coinquilino Elwood. Solo due anni dopo la sua morte, verranno ritrovati in soffitta, nel frattempo crollata a causa delle intemperie, i resti della strega, di Brown Jenkin e dei numerosi bambini sacrificati nel corso dei secoli dal culto satanico.

## Adattamenti
Il sesto episodio della prima stagione della serie televisiva Cabinet of Curiosities è basato su questo racconto. Il secondo episodio della prima stagione della serie televisiva Masters of Horror è basato su questo racconto. Il film spagnolo del 2022 Venus è liberamente ispirato da questo racconto.